# Progonstvo i kraljevstvo
Progonstvo i kraljevstvo (franc. L'exil et le royaume; 1957.) je zbirka od šest novela:
1. Nevjerna žena
2. Otpadnik ili smušeni duh
3. Nijemi ljudi
4. Gost
5. Jonas ili umjetnik pri radu
6. Kamen koji raste

francuskoga novinara, književnika i filozofa Alberta Camusja. 

## Nevjerna žena
Protagonisti su Marcel i Janina. Bračni par koji putuje vjerojatno Alžirom. Marcel je postao trgovac tkanine nakon neuspješnog studija prava, a Janina je njegova pratnja. Nemaju djece. Na početku se voze autobusom. U autobusu koketira s nekim oficirom. Kasnije dolaze u nekakav hotel. Opisuje se pustinja i njena hladnoća u večernjim satima. Janina jest kao Emma Bovary kod Gustave Flaubert. Nezadovoljna i nesretna, a sama odgovorna za to. Ona je samo zakrpa svome mužu. Ona je tu samo za njega. Zapravo on joj dopušta da ona jest: "Iznad svega je voljela biti voljena, a on ju je obasipao pažnjama. Dajući joj tako često na znanje da ona postoji za njega, davao joj je njeno postojanje. Ne nije bila sama... ." Jedne većeri ona postaje svijesna toga i bježi u pustinju, mame je šatori arapa. Naposljetku se ipak vraća svome mužu. On ima i nešto drugo u životu, on trči za novcem. On može biti i bez nje, ali ona ne može biti bez njega. Ona ne postoji ako njega nema.

## Otpadnik ili smušeni duh
Riječ je o jednom čovjeku, koji je imao teško djetinstvo. Kasnije je završio u sjemeništu, a iz sjemeništa pobjegao u Afriku. Tamo su ga neki urođenici uhvatili i zarobili. Služio je njihovom idolu. Tukli su ga - na taj je način služio njihovom fetišu. Unatoč tome bio je sretan. Jednom su ga zgodom zatvorili s nekom ženom. Htio je imati spolni odnos s njom, ali su ga urođenici uhvatili i odrezali mu jezik. On prestaje vjerovati da ovim svijetom vlada princip dobra, već princip zla. Jednoga dana dolaze europljani i dolaze kod tih urođenika i kampuju izvan grada. Protagonist, pun mržnje, se odlučuje pobjeći i napasti Europljane. On vjeruje u zlo. No, ipak europljani pokoravaju tu civilizaciju, a on je "smušen".

## Nijemi ljudi
Govori se o bačvarima Yvars, Ballester, Marcou, Esposito, Valery i njihovom gazdi gospodinu Lassalle. Glavni lik ipak nije šepavi Yvars i njegova žena Fernanda, već je glavni lik masa. Bačvari su se bili odlučili ići u štrajk, ali štrajk nije uspio pa su bili prisiljeni vratiti se na posao. Gospodin Lassalle nije gazda koji ne mari za svoje radnike, već im jednostavno ne može dati veće plaće. On ima i svojih problema. Ima teško bolesnu kćer. Zapravo novela opisuje fatalizam mase. Fatum - usud, kojemu se ljudi nisu sposobni oduprijeti. Na kraju šepavi Yvars kaže: "Voli bi bio da je mlad, a i Fernanda da je mlada, pa bi otputovali na drugu obalu mora." - ne mogu se oduprijeti svome usudu. Ne mogu se oduprijeti gazdi, svome životu,...

## Gost
Gost je zapravo jedan zarobljenik, kojega je žandar Balducci predao učitelju Daruu. Zarobljenikovo ime se nigdje ne spominje. On je neki Arapin koji je ubio svoga bratića vjerojatno zbog duga. Bratić mu je dugovao žito. Žandar ostavlja zarobljenika kod učitelja i odlazi. Zarobljenik noći kod učitelja. Učitelj ne želi preuzeti odgovornost za sudbinu zarobljenika te ga odvodi na mjesto gdje on ima sam odlučiti o svojoj sudbini. Učitelj mu daje datulje, kruh i šećer te tisuću franaka. Može ići u Tinguit, gdje ga čeka policija ili pak krenuti prema nomadima koji će ga primiti i zaštititi. Zarobljenik se na posljetku odlučuje predati. Učitelj se vraća u školu i na ploči nalazi natpis: "Ti si izručio našeg brata. Platit ćeš."